# Шапкин, Сергей Георгиевич
Сергей Георгиевич Шапкин (5 апреля 1960, Мариуполь — 1 января 1995, там же) — русский поэт. Один из ярких представителей московских поэтов-новаторов средины 80-х годов.

## Биография
Сергей Шапкин родился в Жданове (Мариуполе) 5 апреля 1960 года.
Учился в средней школе № 28, затем в Ленинградском медучилище № 8. В середине 80-х входил в число московских поэтов-новаторов литобъединения «Вертеп», выступал в ЦДЛ. В конце 1988 года Сергей был вынужден уехать из Москвы.
В родном городе он активный участник литобъединения и общества «Мемориал».
Выступал за переименование города и свержение памятника А. А. Жданову.
В 1993 году вступил в ЛДПР.
Ушел из жизни 1 января 1995 г.
Посмертно вышли сборники стихов и прозы «Младенец Вечности», «Время ревьем», «Плач по жизни», «Ничто о неизвестном», «Победа», «Разговоры воры с Богом», Вернись моя зимняя сказка" (более 9000 страниц).

## Цитата
Сергей Шапкин родом из города, который всё ещё носит имя Жданова (ныне Мариуполь) . Он выпускник Ленинградского медицинского училища № 8.
Перенёс операцию на сердце в Киеве в клинике Амосова в 1974, с тех пор писал стихи. Не только трещина мира, но и скальпель
прошли по его сердцу.
— А. Вознесенский «Московский комсомолец» (11 ноября 1988 г.)

## Память
- После безвременной кончины поэта Сергея Шапкина его матерью Л. А. Колониари-Шапкиной на родине поэта в Мариуполе были изданы поэтические сборники «Младенец вечности» (1995) и многотомник космической поэзии и прозы С. Шапкина в 10 томах.
- 5 апреля 2010 года в Мариуполе прошёл вечер поэзии, посвящённый 50-летнему юбилею Сергея Георгиевича Шапкина.
- В Мариуполе с 1995г матерью поэта БЫЛ создан дом-музей Сергея Шапкина, где БЫЛИ собраны уникальные экспонаты, относящиеся к жизни и творчеству и его друзей, и собратьев по перу. Основан матерью поэта благодаря ходатайству РАН (ИМЛИ) РФ (Москва 2004)[1]. В марте 2022 во время бомбежек и обстрелов, боев между ВСУ и войсками ДНР за Мариуполь на его восточной окраине поселок Волонтеровка был частично разрушен и дому поэта не повезло. В сам дом дважды попали мины, а рядом с домом трижды падали «грады». Теперь от дома-музея остались лишь полуразрушенные стены. Надеемся, что позднее власти об этом вспомнят и восстановят разрушенное, восстановят музей.
- Мать поэта Шапкина Лидия Александровна 1938гр в марте 2022 в возрасте 83г без воды, газа, электроэнергии пряталась от разрывов снарядов за старыми стенами дома целый месяц. И как дети войны 1941—1945 гг во второй раз Выжила и спасла книги и рукописи. Удивительно, но прямо между воронками снарядов, когда стены дома посечены осколками так, что «живого места нет», в палисаднике абсолютно невредимым без царапин остался памятник Сергею Шапкину. Как тут не подумать о сверхестественном?

## Интересные факты
- Мать поэта Сергея Шапкина, издавая многотомный архив безвременно ушедшего сына, опубликовала в его составе губановский сборник «Преклонив колени». Сергей однажды упомянул, что хорошо бы издать имеющийся у него самиздатский сборник Леонида Губанова, и мать издала[2].